# Delaware Building
El Delaware Building es un edificio en el Chicago Loop en Chicago, la ciudad más poblada del estado de Illinois (Estados Unidos). Fue construido en el enorme esfuerzo de reconstrucción después del Gran Incendio de Chicago de 1871. Es significativo por ser uno de los pocos edificios que mantiene su carácter de la década de 1870, como una estructura de estilo italianizante, en un área dominada por estructuras más modernas. El edificio también destaca por el uso temprano de una fachada de hormigón prefabricado. El edificio fue designado Monumento de Chicago el 23 de noviembre de 1983 y se incluyó en el Registro Nacional de Lugares Históricos el 18 de julio de 1974.
Tal como se construyó, el edificio tenía cinco plantas con sótano. Los primeros dos pisos eran principalmente de metal y vidrio para proporcionar escaparates para exhibiciones. En 1889, se agregaron dos pisos adicionales y se eliminaron tres bahías de la fachada de la avenida Randolph.